# Leonid Ivanovich Pasechnik
Leonid Ivanovich Pasechnik (tiếng Ukraina: Леонід Іванович Пасічник, đã Latinh hoá: Leonid Ivanovych Pasichnyk) là một chính khách người Ukraina và được bầu làm Chủ tịch nước của CHND Lugansk tự xưng từ năm 2018. Hiện tại ông là Nguyên thủ của Cộng hòa nhân dân Lugansk với tư cách là một chủ thể liên bang của Nga. Ông từng giữ chức Bộ trưởng Bộ An ninh Quốc gia nước CHND Lugansk từ năm 2014 tới năm 2017.

## Lý lịch
Ông sinh ngày 15 tháng 3 năm 1970 tại thành phố Voroshilovgrad, CHXHCN Xô viết Ukraina, Liên Xô. Cha ông là một cán bộ cảnh sát có thâm niên 26 năm làm việc trong cục Phòng chống tham nhũng và buôn lậu thuộc Liên Xô cũ.
Năm 1975, ông cùng gia đình dời về sinh sống tại thành phố cảng Magadan. Trong một cuộc phỏng vấn về cuộc sống ở miền Bắc Liên Xô, ông có nhắc tới một tình tiết đáng chú ý: "Hồi nhỏ gia đình tôi chuyển về sinh sống tại thành phố Magadan, miền Bắc Liên Xô, nơi bố tôi làm nghề đào vàng trong các mỏ vàng. Bố tôi từng phải giải quyết nhiều vụ việc ăn trộm vàng. Ông từng thu giữ được 20 kg, 25 kg và 30 kg kim loại quý bị đào trộm. Vào đầu thập niên 1980, ông từng bắt giữ một toán người đào trộm được 60 kg vàng và chuẩn bị vận chuyển vào "nội địa". Toán người này mong muốn bố tôi nhận lấy hai trăm nghìn rúp tiền hối lộ nhưng ông đã từ chối. Tôi chắc chắn rằng bố tôi không hề muốn nhận số tiền đó. Ông thường bảo tôi rằng 'Hãy sống thật lòng và làm việc theo quy định, con sẽ có được danh tiếng và được trọng vọng'. Bố tôi sống một cuộc đời giống như vậy. Ông không chỉ được cơ quan khen thưởng mà cả nhà nước cũng khen thưởng ông."
Ông Pasechnik tốt nghiệp trường Sĩ quan Chính trị Binh chủng Công binh và Thông tin liên lạc Donetsk.
Từ năm 1993, ông làm việc trong Tổng cục An ninh Ukraina với quân hàm Trung tá.
Ông từng giữ chức vụ trưởng văn phòng Chống buôn lậu thuộc Cục "K" trực thuộc Tổng cục An ninh Ukraina tại tỉnh Lugansk. Vào ngày 15 tháng 8 năm 2006, ông được biết đến nhờ thành công thu giữ một lô hàng lậu lớn trị giá 1.940.000 đô la Mỹ và 7.243.000 rúp Nga tại Trạm kiểm soát biên giới Izvarino, đồng thời từ chối nhận một khoản tiền hối lộ. Ông vinh dự được Tổng thống Ukraina Viktor Andriyovych Yushchenko trao tặng huân chương Quân công Ukraina vì "sự liêm khiết và chuyên nghiệp trong khi thi hành công vụ" vào tháng 3 năm 2007.
Từ năm 2010 đến năm 2014, ông giữ chức vụ Trưởng Chi cục An ninh liên quận tại thành phố Stakhanov. Tuy nhiên ông cho rằng ông "không hợp" với công việc tại bộ phận này và ngay khi khởi nghĩa Maidan xảy ra, ông đã xin nghỉ hưu trí vào tháng 12 năm 2013. Lúc đó ông giữ quân hàm Đại tá. Ông từng nói trong một cuộc phỏng vấn với hãng thông tấn ANNA rằng:"Không phải tôi đã rời đơn vị mà là đơn vị đã rời bỏ tôi. Hệ thống an ninh đã lật đổ tôi, khiến tôi gục ngã và hơn thế nữa. Khi tôi còn nhỏ, tôi chưa từng hiểu nó thật rõ ràng. Nhưng khi tôi mang trên vai hàm Đại tá, tôi mới nhận ra rằng đã đến lúc tôi phải chọn phe ... Người ta bảo tôi chỉ được chọn một phe ... Khi đó các phe đều hám lợi và chỉ tập trung làm giàu bất chính. Lúc đó tôi mới tuyên bố với họ: 'Tôi sẽ không theo một phe nào hết. Tôi tự định đoạt được cuộc đời mình.'"
Khi xung đột vũ trang ở miền Đông Nam Ukraina nổ ra, ông đã gia nhập hàng ngũ quân đội của CHND Lugansk. Ngày 9 tháng 10 năm 2014, ông được bổ nhiệm làm Bộ trưởng Bộ An ninh Quốc gia (CHND Lugansk).
Vào năm 2015, mối quan hệ giữa Pasechnik và Chủ tịch nước đương thời là ông Igor Venediktovich Plotnitsky bắt đầu có sự đối đầu. Vào tháng 10 năm 2015, trong một cuộc điều tra của ông Plotnitsky về vấn đề gian lận nhằm vào Bộ trưởng Bộ Nhiên liệu, Năng lượng và Than đương thời là Dmitry Lyamin, ông đã bị tạm thời cách chức. Sau đó cả hai ông Pasechnik và Lyamin đều được phục hồi chức vụ. Tháng 3 năm 2016, truyền thông Ukraina đưa tin về sự đối đầu căng thẳng giữa ông và ông Plotnitsky liên quan đến nguồn cung nhiên liệu của quốc gia. Tới tháng 8 cùng năm, ông Plotnitsky cáo buộc Mật vụ quốc gia đã không có phản ứng gì trong một vụ ám sát nhắm vào mình.
Vào ngày 14 tháng 11 năm 2017, ông được bổ nhiệm làm quyền Chủ tịch nước bởi ông Plotnitsky. Trước đó, ông Plotnitsky đã nộp đơn xin từ chức và tuyên bố sẽ tham gia các cuộc đàm phán tại Minsk, sau khi thất thế trong một cuộc khủng hoảng chính trị năm 2017.
Xô viết Nhân dân CHND Lugansk nhất trí công nhận chức vụ Chủ tịch nước của ông vào ngày 25 tháng 11 năm 2017.
Vào ngày 5 tháng 12 năm 2017, Chủ tịch nước Pasechnik đã khánh thành một tấm bia tưởng niệm cố Thủ tướng Gennady Nilolayevich Tsypkalov trước Trụ sở Chính phủ tại thủ đô Lugansk. Buổi lễ này còn có sự góp mặt của cựu Chủ tịch Xô viết Nhân dân Aleksey Karyakin, người từng bị truy nã bởi Văn phòng Tổng công tố CHND Lugansk vì tội mưu phản vào tháng 9 năm 2016.
Vào ngày 18 tháng 2 năm 2018, tại thủ đô Lugansk, các đại biểu tại Đại hội đại biểu Đảng Hòa bình cho Lugansk đã bầu ông làm Chủ tịch Đảng. Các đại biểu của đại hội đã bỏ phiếu về việc chấm dứt sớm quyền hạn của Cựu chủ tịch nước, Chủ tịch Đảng Plotnitsky liên quan đến việc chuyển đổi sang chức vụ mới, đồng thời các đại biểu cũng nhất trí bỏ phiếu bầu chọn Pasechnik làm Chủ tịch Đảng mới.
Cùng ngày, ông cũng tuyên bố ý định ứng cử chức vụ Chủ tịch nước CHND Lugansk vào mùa Thu năm 2018. Ông nói rằng "Vừa qua tôi đã được bổ nhiệm vào chức vụ Chủ tịch nước và tôi có trách nhiệm rất lớn. Hiện nay vẫn còn rất nhiều việc cần phải giải quyết và yêu cầu một lượng lớn thời gian cũng như công sức. Tôi không phải là người bỏ cuộc và dừng làm việc giữa chừng. Chính vì thế mà tôi tuyên bố tôi sẽ ứng cử trong cuộc bầu cử diễn ra vào mùa Thu với tư cách là ứng cử viên Chủ tịch nước CHND Lugansk để hoàn thành trọng trách được giao một cách đầy đủ."
Vào ngày 11 tháng 11 năm 2018, ông đắc cử chức vụ Chủ tịch nước sau khi giành được 68.3% số phiếu của cử tri đi bầu.
Vào ngày 21 tháng 2 năm 2022, ông đã đại diện CHND Lugansk ký Hiệp ước hữu nghị, hợp tác và tương trợ với Liên bang Nga.
Vào ngày 3 tháng 8 năm 2022, Chủ tịch nước Cộng hòa Chechnya Ramzan Kadyrov chúc mừng CHND Lugansk tự xưng đã giải phóng hoàn toàn lãnh thổ Lugansk: "Hiện tại Ngài phải thực hiện nhiệm vụ khôi phục nền cộng hòa tại Lugansk. Công việc này thực sự rất bận rộn và đòi hỏi từ người đảm nhiệm nhiều sức lực và sự cống hiến." Cùng ngày, Chủ tịch nước Ramzan Kadyrov phong tặng Huân chương Akhmad Kadyrov cho ông cùng với Tổng bí thư đảng Nước Nga Thống nhất, ông Andrey Turchak.

## Khen thưởng
Liên bang Nga
- Huân chương Phụng sự vì tổ quốc (2022)[21]

#### Cộng hòa Chechnya (Nga)
- Huân chương Kadyrov (2022)[20]

#### Cộng hòa Krym (Nga)
- Huy chương Vì lòng dũng cảm và bền bỉ (2021)[22]

#### Cộng hòa Nam Ossetia (Gruzia)
- Huân chương Hữu nghị (2018)[23]

#### Ukraina
- Huân chương Quân công Ukraina (2007)[9]